# Lancé
Lancé é uma comuna francesa na região administrativa do Centro, no departamento de Loir-et-Cher. Estende-se por uma área de 18,01 km². Em 2010 a comuna tinha 481 habitantes (densidade: 26,7 hab./km²).